# Схеллінкгаут
Схеллінкгаут (нід. Schellinkhout) — село в нідерландській провінції Північна Голландія, на узбережжі Маркермера. Входить до муніципалітету Дрехтерланд.
Його площа становить 6,06 км², а населення станом на 2021 рік складало 845 осіб.
До 1970 року мало статус окремого муніципалітету.

## Галерея

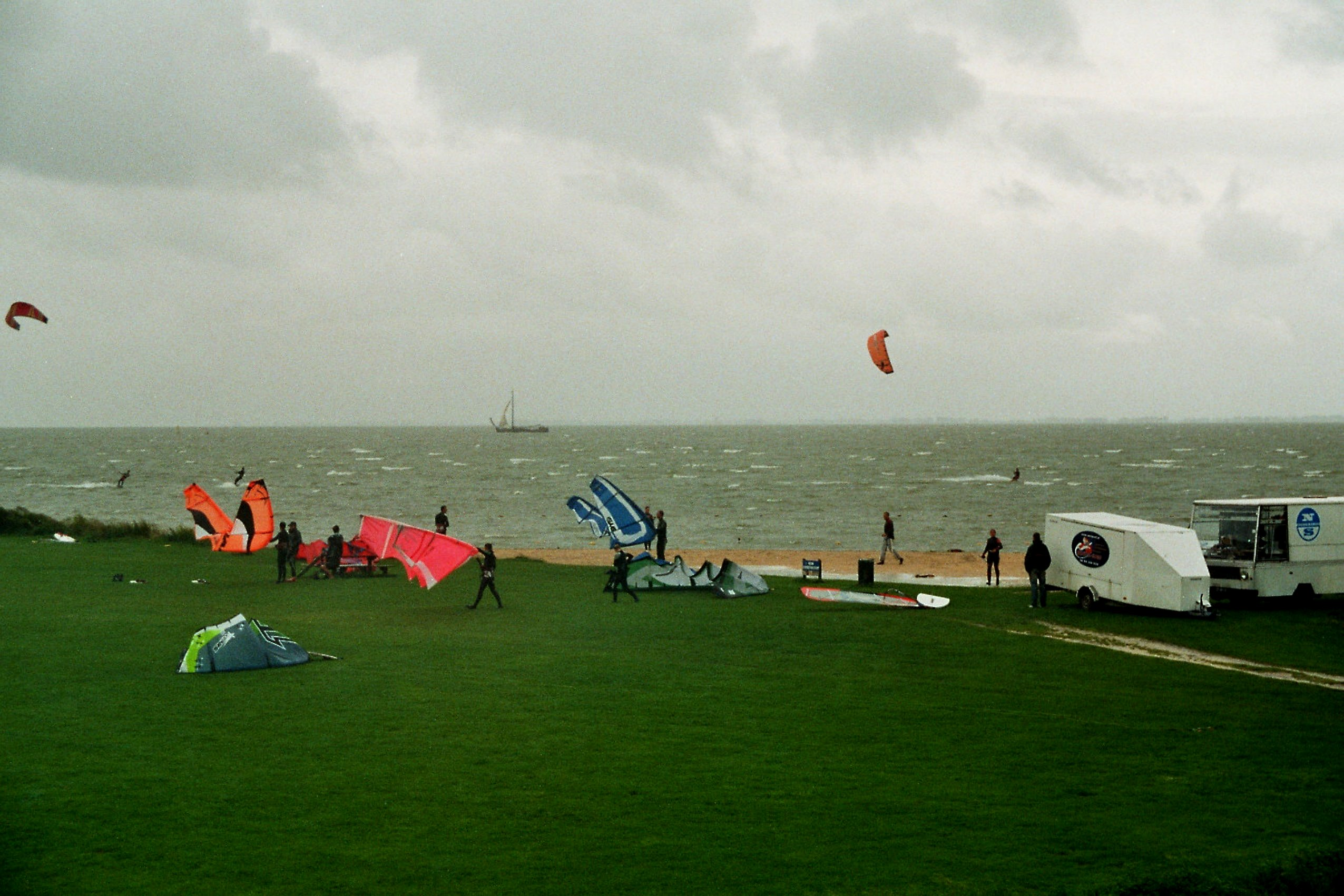
Пляж у Схеллінкгауті
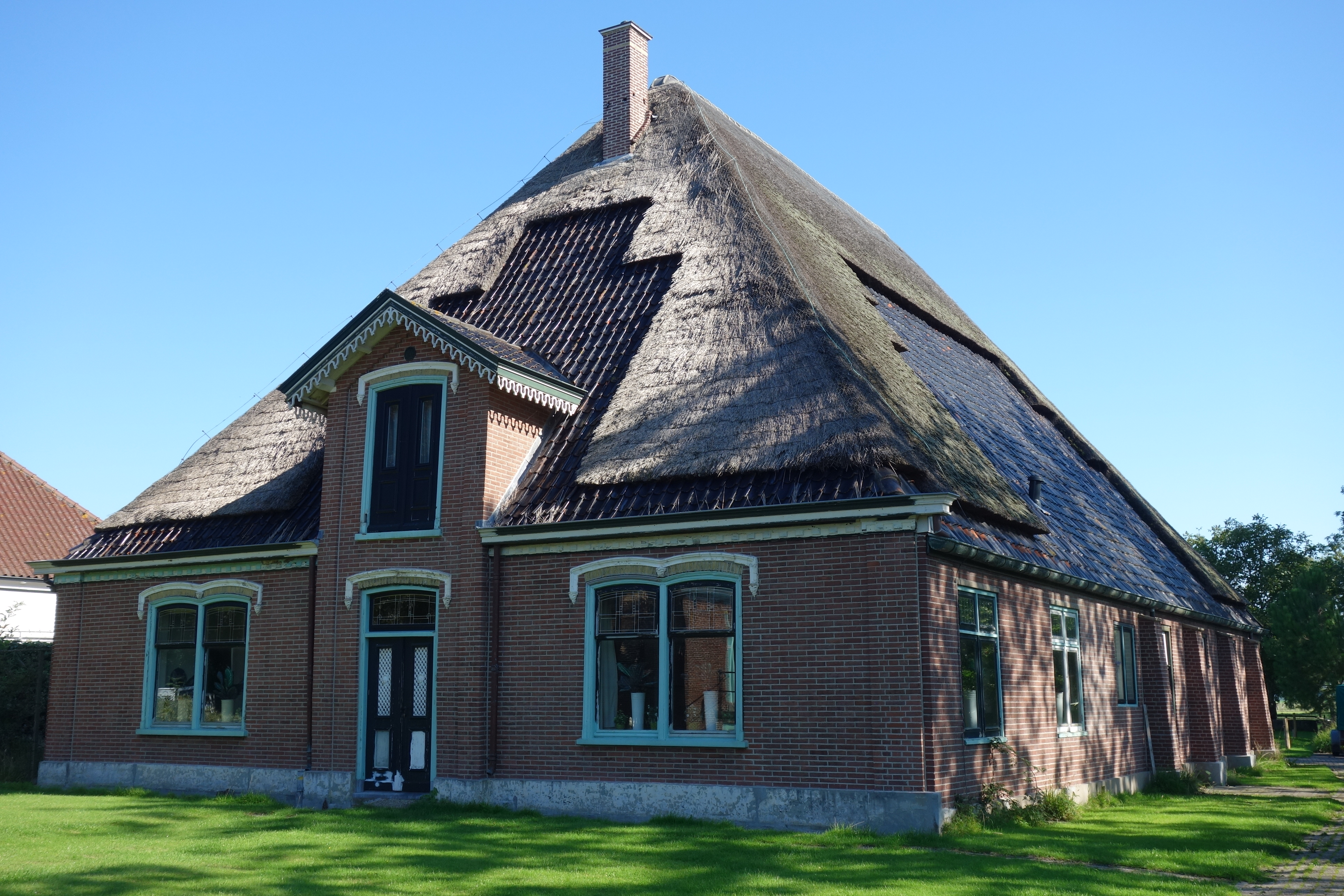
Ферма у Схеллінкгауті
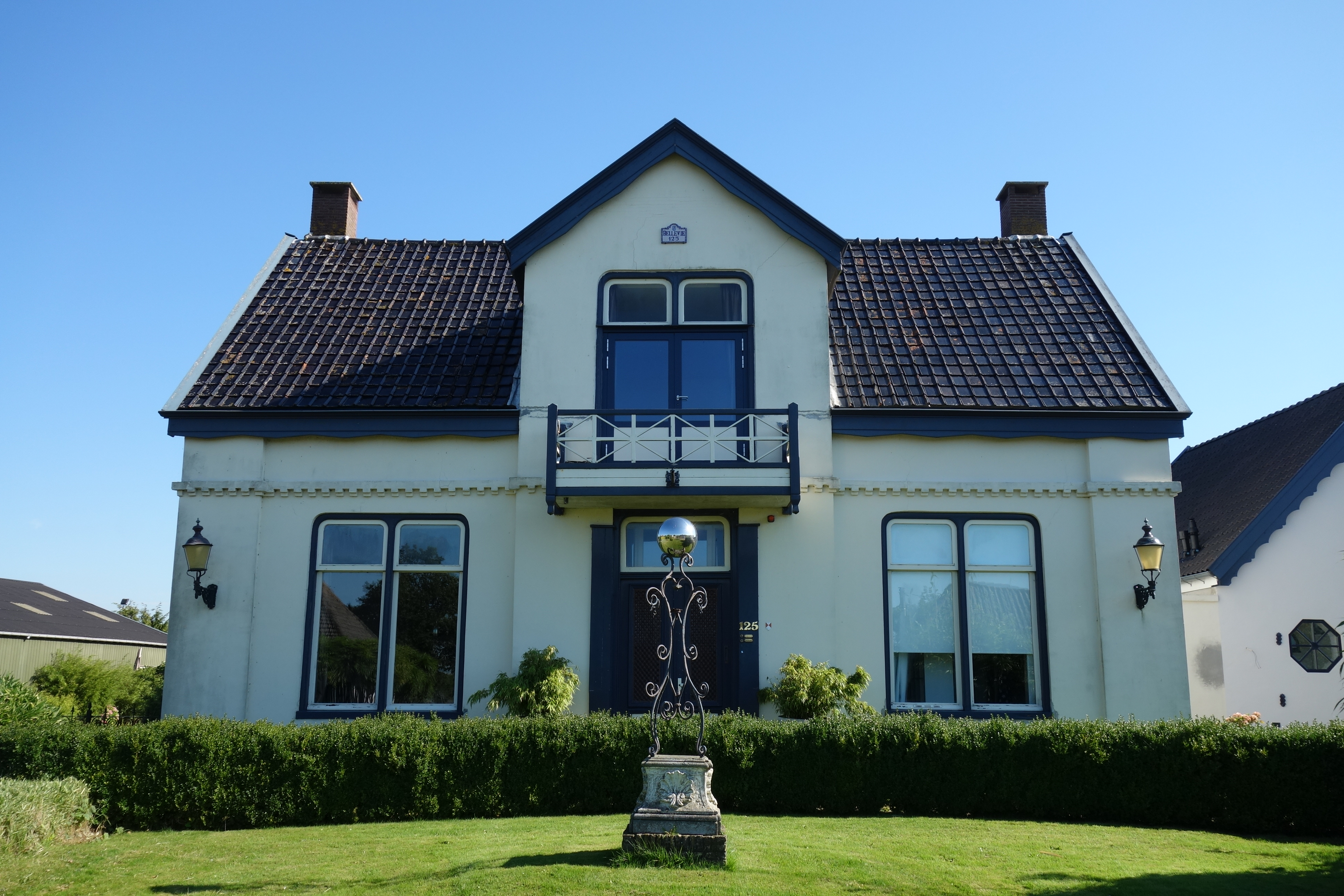
Сільський будинок
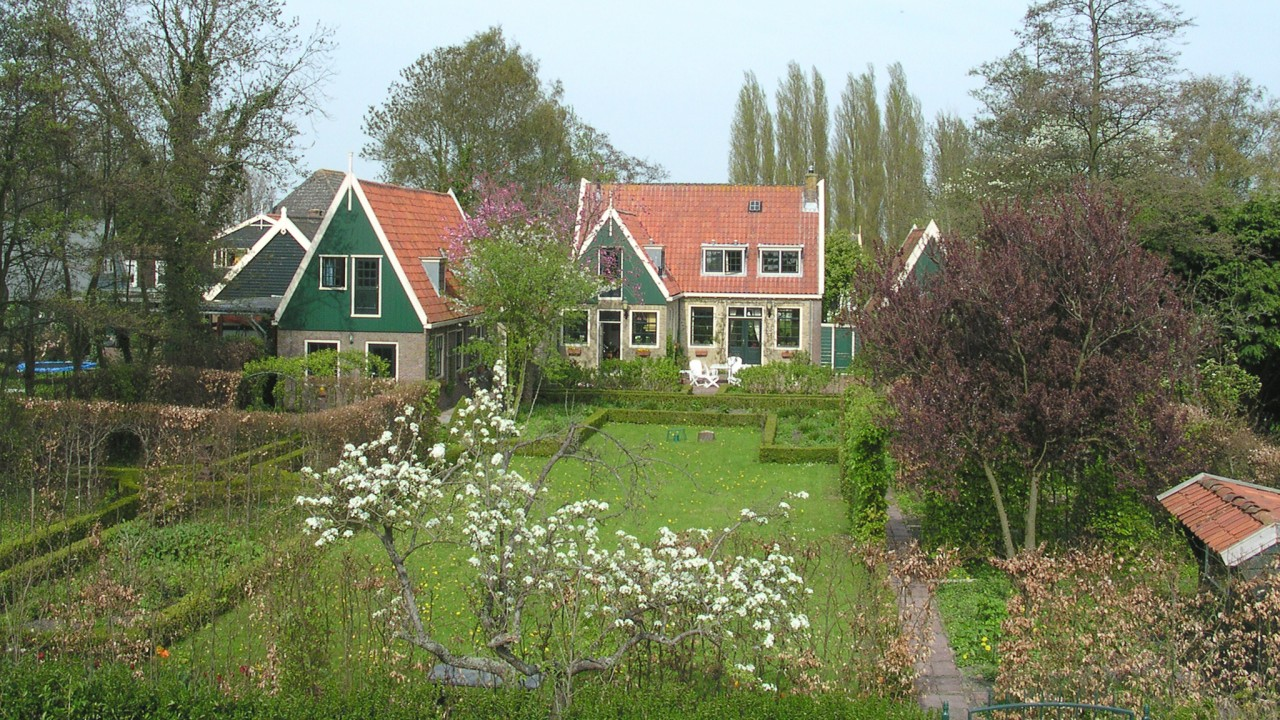
Сільський будинок